# Эмомали, Рустам
Руста́м Эмомали́ (при рождении Руста́м Эмомали́евич Рахмо́нов; тадж. Рустами Эмомалӣевич Раҳмонов; 19 декабря 1987, Дангара, Дангаринский район, Кулябская область, Таджикская ССР, СССР) — таджикский государственный и политический деятель, спортивный функционер.
С 17 апреля 2020 года председатель Национального совета (Маджлиси Милли) — верхней палаты Высшего собрания (Маджлиси Оли) Республики Таджикистан, параллельно с 4 апреля 2017 года председатель (мэр) города Душанбе — столицы и крупнейшего города Таджикистана. Одновременно с 5 января 2012 года занимает должность президента Федерации футбола Таджикистана, и с 24 апреля 2019 года должность президента Футбольной ассоциации Центральной Азии. Старший из двух сыновей и один из девяти детей действующего президента Республики Таджикистан — Эмомали Рахмона.
Многими политологами и экспертами рассматривается как вероятный преемник своего отца в должности президента Таджикистана.

## Биография
Родился 19 декабря 1987 года в посёлке городского типа Дангара Кулябской области Таджикской ССР. Один из девяти детей (старший из двух сыновей) Эмомали Рахмона и Азизмо Асадуллоевой. В 1990-е годы во время гражданской войны в Таджикистане семья Эмомали Рахмона часто меняла место жительства в зависимости от хода войны и мер безопасности — проживала то в Дангаре, то в Душанбе, Курган-Тюбе и Кулябе, а также в Худжанде.
В 2008 году окончил Таджикский национальный университет в Душанбе по специальности «мировая экономика и международные отношения», в 2011 году являлся слушателем в Российской академии народного хозяйства и государственной службы при Президенте Российской Федерации в Москве по специальности «государственное и муниципальное управление», а в 2014 году окончил Академию Министерства внутренних дел Республики Таджикистан по специальности «правовед».
В 2006 году в 19-летнем возрасте вступил в правящую и пропрезидентскую Народно-демократическую партию Таджикистана. В том же году параллельно с учёбой начал работать в качестве главного специалиста отдела сотрудничества со Всемирной торговой организацией Министерства экономического развития и торговли Республики Таджикистан. В апреле 2009 года перешёл на работу в качестве исполняющего обязанности начальника управления поддержки предпринимательства в Государственном комитете по инвестициям и управлению государственным имуществом Республики Таджикистан и в июне 2009 года назначен начальником данного управления.
В 2011—2012 годах работал в должности Начальника Управления организации борьбы с таможенными правонарушениями Таможенной службы при Правительстве Республики Таджикистан. В 2012—2013 годах работал в качестве заместителя начальника Таможенной службы при Правительстве Республики Таджикистан. В 2013—2015 годах являлся начальником Таможенной службы при Правительстве Республики Таджикистан. Указом Президента Республики Таджикистан от 16 марта 2015 года назначен директором Агентства по государственному финансовому контролю и борьбе с коррупцией Республики Таджикистан.
Указом Президента Республики Таджикистан от 4 апреля 2017 года назначен Председателем города Душанбе.
17 апреля 2020 года на первой сессии Национального совета Высшего собрания Республики Таджикистан шестого созыва избран председателем.
Помимо родного таджикского языка, владеет русским, персидским, английским и немецким языками.

### Футбольная деятельность
Рустам Эмомали увлекается футболом. Является одним из основателей душанбинского футбольного клуба «Истиклол» (основан в ноябре 2007 года), который ныне является сильнейшим и самым титулованным футбольным клубом Таджикистана. С 2008 по 2010 год являлся игроком данного клуба, параллельно являясь одним из фактических руководителей клуба. После окончания игровой карьеры являлся вице-президентом, затем — президентом Федерации футбола Таджикистана. В апреле 2019 года Рустам Эмомали избран Президентом Центральноазиатской футбольной Ассоциации.

## Личная жизнь
Рустам Эмомали женился в июне 2009 года на племяннице известного таджикского предпринимателя Мустафы Давлатова (ныне покойный) — основателя и бывшего руководителя крупной в стране кондитерской фабрики «Ширин». Семья Давлатовых считается одной из влиятельнейших и самых состоятельных семей в Таджикистане. Супругу Рустама Эмомали зовут Фатима. У пары трое детей: двое сыновей (Анушервон и Эмомали) и одна дочь (имя неизвестно). После рождения старшего сына Рустама Эмомали — Анушервона, новорождённому был подарен табун породистых лошадей. Впоследствии его скакуны становились победителями и призёрами международных турниров, а также Кубка Таджикистана. Анушервон помимо учёбы в школе серьезно занимается футболом, играет за различные детско-юношеские клубы.

## Критика
После того как Рустам Эмомали стал мэром Душанбе в апреле 2017 года, де-факто существующие цензоры на телеканалах и радио начали строго следить, чтобы в эфир не попал его голос, хотя кадры с его участием в различных собраниях и мероприятиях показывается по телевидению и интернету постоянно. Цитаты Рустама Эмомали в этих кадрах озвучивают только дикторы. Журналисты позже выяснили, что причины таких мер приняты в связи с тем, что Рустам Эмомали не унаследовал ораторских качеств, харизму и популистскую риторику своего отца — Эмомали Рахмона. Несмотря на то, что Рустам Эмомали занимает сразу несколько руководящих должностей, он практически всегда отправляет на пресс-конференции своих заместителей, избегая общения с журналистами и публикой. В среде таджикских журналистов и оппозиционеров имеет устойчивое прозвище «Великий немой», так как мало кто слышал его голос. Образец голоса Рустама Эмомали можно услышать здесь

## Награды
- Орден «Зарринтодж» («Золотая корона») II степени (30 августа 2018 года)[12][13]